# Fra Joan Ballester
Joan Ballester (1305 o 1306 - Ciutat de Mallorca, 30 de setembre de 1374) fou prior general de l'orde del Carme

## Biografia
Descendent de Berenguer Ballester, que acompanyà Jaume el Conqueridor durant la Conquesta de Mallorca (1229–1232), de jove ingressà a l'orde del Carme al Convent que l'Orde tenia a la ciutat de Mallorca. Fou enviat a la Universitat de París, on el 1348, essent encara batxiller, fou encarregat d'explicar els Libri Quatuor Sententiarum de Pere Llombard i encarregat de llegir la Bíblia el 1349.
Fou un professor de gran saviesa, a més de l'orador sagrat més famós dels seu temps i home de religiositat preuada. Fou nomenat amb el grau de Mestre i nomenat prior general el 1358. El 1362 celebrà el primer Capítol General a Trèveris, on li fou encarregat escriure les Constitucions per les quals s'hauria de governar l'Ordre i que vigiren fins a principis del segle xx. Celebrà tres Capítols Generals més, en 1366, 1369 i 1372 i Gregori XI el nomenà Visitador General dels Regnes d'Espanya.
Va tornar a Mallorca per dur a terme les reformes que havia promogut a la península Ibèrica, i finalment morí en el convent el 30 de setembre de 1374, sent enterrat a la capella del Sant Crist, en el claustre que ell havia fet edificar.

## Obra escrita
No es conserven les seves obres, però sí els títols d'algunes: 
- Super Libros Sententiarum, Libri IV
- De bello forti militantis Ecclesiae, et Antichristo illam impugnanti
- Sermones varii
- Opuscula varia
- Constitutiones Ordinis Carmelitarum.

## Honors post mortem
- El Papa Gregori XI concedí una butlla segons la que, a la capella on reposassin les seves despulles es poguessin guanyar tots els beneficis que es guanyen a la Basílica de Sant Joan del Laterà.
- La parròquia de Campos donà el seu nom a l'escola d'educació mitjana l'any 1945
- L'ajuntament de Campos el proclamà fill il·lustre de la ciutat l'any 1953.